# 1971年世界女子手球錦標賽
1971年世界女子手球錦標賽為第4屆世界女子手球錦標賽，是一項由國際手球總會（IHF）主辦的全球性手球賽事。本屆賽事於1971年12月11日-19日在荷蘭舉行；賽事總共有9支隊伍參加，最終由東德國家女子手球隊奪得冠軍。

## 最終排名
| 排名 | 隊伍     |
| ---- | -------- |
| 金牌 | 东德     |
| 銀牌 | 南斯拉夫 |
| 銅牌 | 匈牙利   |
| 4    | 羅馬尼亞 |
| 5    | 西德     |
| 6    | 丹麦     |
| 7    | 挪威     |
| 8    | 荷蘭     |
| 9    | 日本     |